# Santa (película de 1943)
Santa es una película de drama mexicana de 1943. Codirigida por Norman Foster y Alberto Gómez de la Vega. Es la tercera de cuatro versiones distintas, todas ellas basadas en la novela homónima de Federico Gamboa, publicada en 1903. 
A lo largo de la historia del cine en México Santa ha sido adaptada por diferentes directores del arte cinematográfico para contarla desde su visión personal a través de este medio audiovisual y una de estas (específicamente la versión de 1932) es la que se considera como la primera película mexicana del cine sonoro.
La versión a la que hace referencia este artículo se filmó enteramente en México y fue estrenada el 10 de junio de 1943.

## Reparto
- Esther Fernández, como Santa.
- Estela Inda, como Raquel.
- Ricardo Montalbán, como Jarameño.
- José Cibrián, como Hipólito.